# سامانه تعلیق فعال
سامانه تعلیق فعال گونه‌ای از سامانه تعلیق خودرو در وسایل نقلیه است. این سامانه به جای تعلیق غیرفعال که توسط فنرهای بزرگ در جایی که حرکت به‌طور کامل توسط سطح جاده تعیین می‌شود فراهم شده، از سامانهی آنبورد برای کنترل حرکت عمودی چرخ‌های خودرو نسبت به شاسی یا بدنه خودرو استفاده می‌کند. تعلیق‌های فعال به دو گروه تقسیم می‌شوند: تعلیق‌های فعال واقعی و تعلیق‌های تطبیقی یا نیمه فعال. در حالی که سامانه‌های تعلیق نیمه تطبیقی تنها استحکام کمک فنر را برای تطبیق با تغییر شرایط جاده یا شرایط دینامیکی تغییر می‌دهند، سامانه‌های تعلیق فعال از نوعی محرک برای بالا و پایین بردن جداگانه شاسی در هر چرخ استفاده می‌کنند.
این فناوری‌ها به سازندگان خودرو این امکان را می‌دهد تا در پیچ‌ها با قائم نگه داشتن لاستیک‌ها بر سطح جاده، به سطح بهتری از کیفیت سواری و هندلینگ خودرو دست یابند و شرایط ایجاد کشش و کنترل بهتر را فراهم کنند. یک کامپیوتر داخلی حرکت بدنه را از حسگرهای سراسر خودرو تشخیص می‌دهد و با استفاده از داده‌های حاصل شده، عملکرد تعلیق‌های فعال و نیمه فعال را کنترل می‌کند. این سامانه عملاً در بسیاری از شرایط رانندگی از جمله پیچیدن، شتاب‌گیری و ترمز کردن، چرخش بدنه و تغییرات زمین را حذف می‌کند.

## اصل

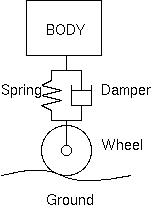
شکل ۱

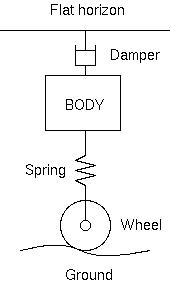
شکل ۲

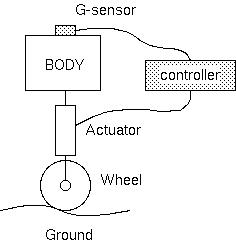
شکل ۳

تئوری Skyhook این است که سامانه تعلیق ایده‌آل به خودرو امکان این را می‌دهد تا وضعیت پایداری داشته باشد، انگار که توسط یک قلاب فرضی از آسمان آویزان شده‌است، بدون اینکه تحت تأثیر شرایط جاده قرار گیرد.
از آنجا که یک اسکای هوک واقعی به‌طور آشکار غیر عملی است، سامانه‌های تعلیق فعال واقعی بر اساس عملیات محرک هستند. خط فرضی (شتاب عمودی صفر) بر اساس مقدار ارائه شده توسط سنسور شتاب نصب شده بر روی بدنه خودرو محاسبه می‌شود (شکل ۳ را ببینید). عناصر دینامیکی تنها شامل فنر خطی و تعدیل کننده خطی هستند. در نتیجه، هیچ گونه محاسبات پیچیده لازم نیست.
یک وسیله نقلیه به وسیلهٔ فنر و تعدیل کننده در یک سامانه تعلیق دمپر فنری معمولی، مانند شکل ۱، با زمین در تماس است. برای رسیدن به سطح پایداری شبیه به تئوری Skyhook، وسیله نقلیه باید از طریق فنر و خط فرضی با دمپر با زمین تماس پیدا کند، مانند شکل ۲. از دید تئوری، در حالتی که ضریب میرایی به بی‌نهایت برسد، خودرو در شرایطی قرار می‌گیرد که کاملاً روی خط فرضی ثابت می‌شود، در نتیجه خودرو تکان نمی‌خورد.

## فعال
نخستین مورد معرفی شده از سامانه تعلیق فعال، از محرک‌های جداگانه استفاده می‌کند که می‌تواند نیروی مستقلی را بر روی سامانه تعلیق اعمال کند تا ویژگی‌های سواری را بهبود بخشد. از مشکلات این طرح می‌توان به هزینه بالا، پیچیدگی و حجم زیاد دستگاه و نیاز به نگهداری مداوم در برخی از اجراها اشاره کرد. تعمیر و نگهداری می‌تواند به ابزارهای تخصصی نیاز داشته باشد و ممکن است تشخیص برخی از مشکلات دشوار باشد.

### فعال سازی هیدرولیک
سامانه‌های تعلیق هیدرولیکی با استفاده از هیدرولیک کنترل می‌شود. اولین نمونه در سال ۱۹۵۴ با سامانه تعلیق Hydropneumatic که توسط Paul Magès در سیتروئن ساخته شد ظاهر شد. فشار هیدرولیک توسط یک پمپ هیدرولیک پیستونی شعاعی با فشار بالا تأمین می‌شود. سنسورها به‌طور مداوم حرکت بدنه و سطح سواری خودرو را کنترل می‌کنند و پیوسته اطلاعات جدید را به اصلاح کننده‌های ارتفاع هیدرولیکی ارائه می‌دهند. در طی چند میلی ثانیه، سامانه تعلیق نیروهای متقابلی برای بالا و پایین بردن بدنه ایجاد می‌کند. در حین مانورهای رانندگی، نیتروژن محصور شده سریعاً فشرده می‌شود و شش برابر بیشتر از فنرهای فولادی استفاده شده توسط وسایل نقلیه تا آن زمان تراکم پذیری ارائه می‌دهد.
این سامانه در رانندگی مستقیم، از جمله روی سطوح ناهموار، به‌طور قابل توجهی خوب عمل کرد، اما کنترل کمی بر سفتی چرخش داشت.
میلیون‌ها خودروی تولیدی با تغییراتی در این سامانه ساخته شده‌اند.

## تطبیقی و نیمه فعال
سامانه‌های تطبیقی یا نیمه فعال فقط می‌توانند ضریب میرایی چسبناک کمک فنر را تغییر دهند و به سامانه تعلیق انرژی اضافه نمی‌کنند. در حالی که سامانه تعلیق تطبیقی معمولاً زمان پاسخ آهسته و تعداد محدودی از مقادیر ضریب میرایی دارد، تعلیق‌های نیمه فعال دارای زمان پاسخ نزدیک به چند میلی ثانیه هستند و می‌توانند طیف گسترده‌ای از مقادیر میرایی را ارائه دهند. در نتیجه، سامانه‌های تعلیق تطبیقی معمولاً فقط حالت‌های مختلف سواری (راحتی، معمولی، ورزشی…) مربوط به ضرایب میرایی متفاوت را پیشنهاد می‌کنند، در حالی که سامانه‌های تعلیق نیمه فعال بسته به شرایط جاده و دینامیک خودرو، میرایی را در لحظه تغییر می‌دهند. اگرچه مداخله آنها محدود است (به عنوان مثال، نیروی کنترل هرگز نمی‌تواند جهت متفاوتی نسبت به بردار فعلی سرعت تعلیق داشته باشد)، تعلیق‌های نیمه فعال هزینه طراحی کمتری دارند و انرژی بسیار کمتری مصرف می‌کنند. در زمان‌های اخیر، تحقیقات در مورد سامانه‌های تعلیق نیمه فعال با توجه به قابلیت‌های آن‌ها به پیشرفت خود ادامه داده‌است و شکاف بین سامانه‌های تعلیق نیمه فعال و کاملا فعال را کاهش داده‌است.

### دمپر مغناطیسی (مواد هوشمند)
یکی دیگر از روش‌های نسبتاً جدید شامل دمپرهای مغناطیسی با نام تجاری MagneRide است. این روش در ابتدا توسط شرکت دلفی برای جنرال موتورز توسعه داده شد و مانند بسیاری از فناوری‌های جدید دیگر برای کادیلاک STS (از مدل ۲۰۰۲) و در برخی از مدل‌های دیگر GM از سال ۲۰۰۳ استاندارد بود. این یک ارتقاء برای سامانه‌های نیمه فعال ("تعلیق خودکار حسگر جاده") بود که برای چندین دهه در خودروهای سطح بالای GM استفاده می‌شد. این سامانه اجازه می‌دهد تا همراه با رایانه‌های مدرن سریعتر، سفتی سامانه تعلیق همه چرخ‌ها را به‌طور مستقل تغییر دهد. استفاده از این دمپرها در ایالات متحده افزایش یافته‌است و در حال حاضر به خودروهای گران‌قیمت برخی از مارک‌های خارجی اجاره داده شده‌است.
این سامانه به مدت ۲۵ سال در حال توسعه بود. سیال دمپر حاوی ذرات فلزی است. از طریق رایانه داخلی، ویژگی‌های انطباق دمپرها توسط یک آهنربای الکتریکی کنترل می‌شود. اساساً افزایش جریان در مدار مغناطیسی دمپر باعث افزایش شار مغناطیسی مدار می‌شود. این به نوبه خود باعث می‌شود که ذرات فلزی هم تراز خود را تغییر دهند که منجر به افزایش ویسکوزیته سیال می‌شود و در نتیجه نرخ تراکم/بازگشت را افزایش می‌دهد، در حالی که کاهش ویسکوزیته اثر دمپرها را با تراز کردن ذرات در جهت مخالف نرم می‌کند. اگر ذرات فلز را به عنوان بشقاب غذا تصور کنیم، در حالی که تراز می‌شوند تا در لبه قرار گیرند - ویسکوزیته به حداقل می‌رسد. از منظر دیگر، آنها در ۹۰ درجه بسیار صاف تراز خواهند شد؛ بنابراین سیال بسیار چسبناک تر می‌شود. این میدان الکتریکی تولید شده توسط آهنربای الکتریکی است که هم ترازی ذرات فلز را تغییر می‌دهد. اطلاعات حاصل از سنسورهای چرخ (در مورد گسترش تعلیق)، فرمان، سنسورهای شتاب - و سایر داده‌ها، برای محاسبه سفتی بهینه در آن لحظه از زمان استفاده می‌شود. واکنش سریع سامانه (میلی ثانیه) اجازه می‌دهد تا در یک لحظه خاص، یک چرخ عبوری نرم‌تر از روی یک دست انداز در جاده انجام دهد.